# Pétrus Borel
Pétrus Borel, vlastním jménem Joseph-Pierre Borel d'Hauterive (30. června 1809, Lyon – 14. července, 1859, Mostaganem, Alžírsko), byl francouzský romantický básník, prozaik, žurnalista a překladatel, významný člen skupiny „Mladá Francie" a představitel frenetické literatury.

## Život
Pocházel z aristokratické rodiny, ožebračené během francouzské revoluce. Byl dvanáctý ze čtrnácti dětí. Studoval architekturu v Paříži, pak se chtěl stát malířem, ale nakonec se začal věnovat literatuře. Stal se z něho bohém a radikální republikán. Jeho protest proti měšťácké morálce a společenskému režimu ve Francii po červencové revoluci v roce 1830 jej přivedl do literární skupiny „Mladá Francie" a do jejího kroužku Petit Cénacle (Malý kroužek) u sochaře Jeana Duseigneura, jehož členy byli například i Théophile Gautier a Gérard de Nerval. Stal se jedním z vůdčích duchů tohoto kroužku a roku 1832 založil s Duseigneurem umělecký časopis La Liberté, útočící proti akademickému umění.
Se svými básněmi a prózami, napsanými v duchu frenetické literatury, nebyl však komerčně úspěšný a žil v chudobě. Vrátil se k žurnalismu a se svým bratrem řídil mimo jiné časopisy Le Satan a Le Corsaire. Nakonec jej bída donutila roku 1846 přijmout místo koloniálního inspektora v Alžírsku, které získal na přímluvu svých přátel. Zde se také roku 1847 oženil. Později měl spory s nadřízenými, protože odhaloval různé nešvary, a roku 1856 byl propuštěn. Zůstal v Alžírsku a žil zde na svém malém statku. Roku 1859 zemřel na následky slunečního úpalu..

## Dílo

### Básně

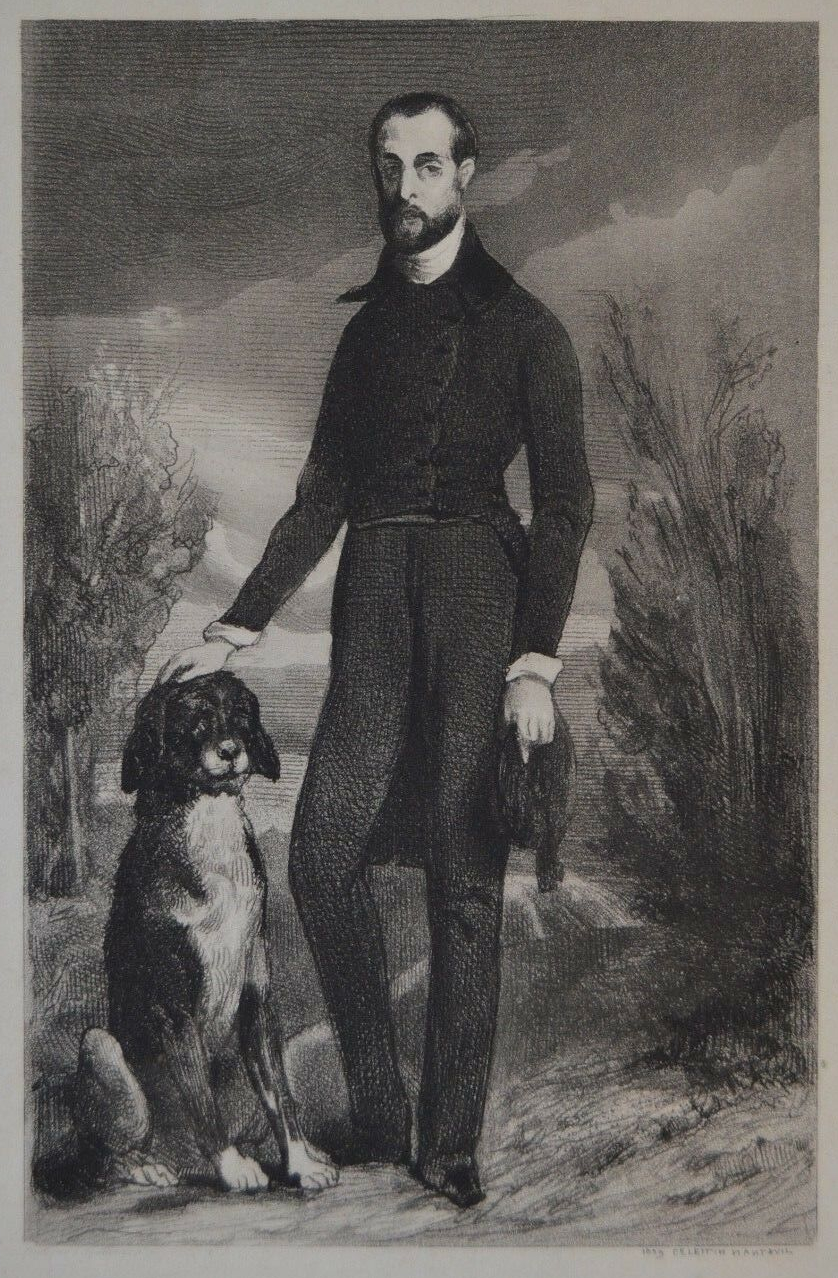
Pétrus Borel se svým psem

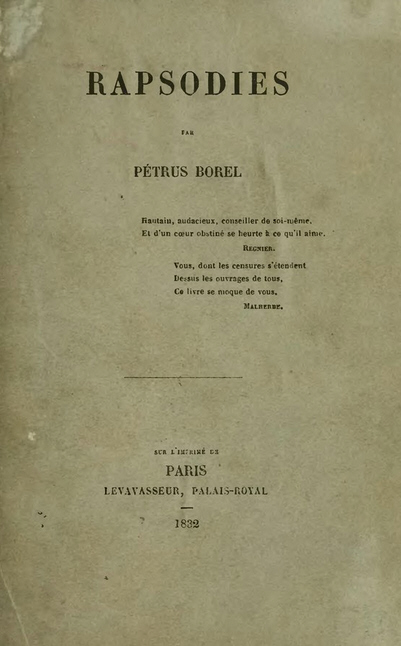
Rapsodie, první vydání z roku 1832

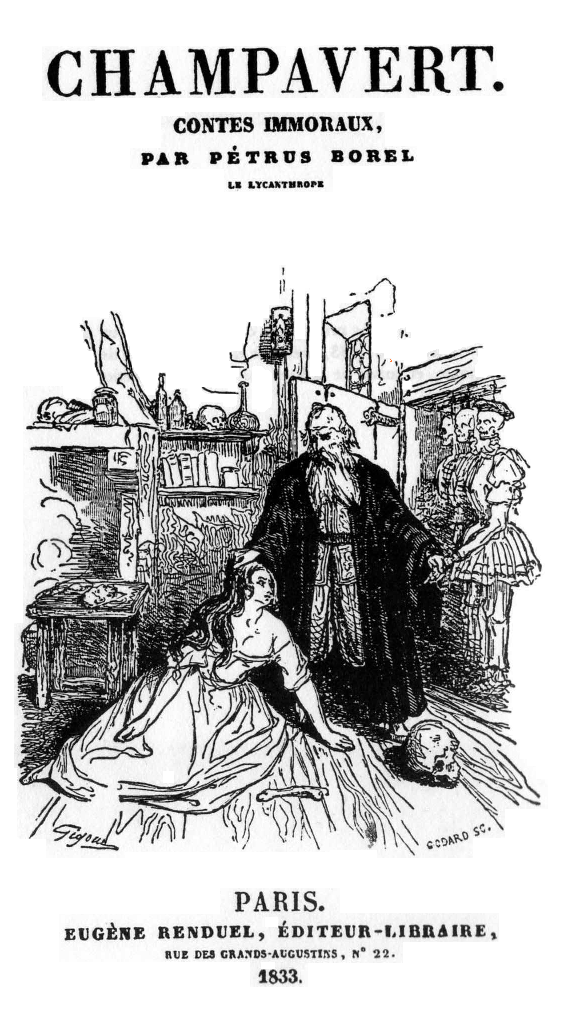
Champavert, nemorální povídky, první vydání z roku 1833

- Les Rapsodies (1832, Rapsodie), jediná Borelova básnická sbírka, obsahující verše s vášnivým revoltujícím tónem, jejichž lexikální neobvyklosti a novotvary dodávaly sbírce skandalizující nádech. Rovněž je v nich vyjádřena básníkova trýzeň z hladového života na okraji společnosti. V předmluvě básník vyjádřil své republikánství, požadavek neomezené svobody, pohrdání aristokracií a uhlazenými formami v umění.[4]

### Próza
- Champavert, contes immoraux (1833, Champavert, nemorální povídky), sbírka sedmi povídek, ve kterých autor provokativně kupí monstrózní krutosti a popisuje různé brutální činy. V povídkách se vraždí ze msty, nebo pod záminkou anatomického studia, a nemilosrdně se znásilňují nevinné dívky. Ctnost je pronásledována a přináší svému nositeli jen neštěstí. Povídky se odehrávají v různých zemích a v různých časových obdobích a jsou spojeny atmosférou zločinu, perverzity a společenské nespravedlnosti. Borel v nich využívá různé stylistické prostředky, sarkasmy, paradoxní pointy a také černý humor a vyjadřuje v nich svůj nihilismus a destruktivní individualismus provázený ironickým výsměchem a mystifikacemi.[2][4] Jednotlivé povídky se jmenují:
  - Monsieur de l'Argentière, l'accusateur (Pan de l'Argentière, žalobce),
  - Jaquez Barraou, le charpentier. La Havane (Jaquez Barraou, tesař. Havana),
  - Don Andréa Vésalius, l'anatomiste. (Madrid. (Don Andréa Vésalius, anatom. Madrid),
  - Three-fingered Jack, l'obi. La Jamaïque. (Three-fingered Jack, obi. Jamajka),
  - Dina, la belle juive. Lyon. (Dina, krásná židovka. Lyon),
  - Passereau, l'écolier. Paris. (Passereau, žák. Paříž),
  - Champavert, le lycanthrope. Paris. (Champavert, lykantrop. Paříž).
- L'Obélisque de Louqsor (1836, Obelisk z Luxoru), pamflet proti rabování archeologických nalezišť.
- Madame Putiphar (1839, Paní Putifarka), román odehrávající se v 18. století během panování krále Ludvíka XV., jehož titulní postavou je jeho milenka madame de Pompadour. Borel jej napsal na základě historických pramenů, jako jsou paměti vězňů z Bastily a s využitím témat a prostředků děl markýze de Sade a gotických románů (temné kobky, fantastická podzemí, rituály mučení atp.) Zobrazuje v něm zvrhlost, prodejnost a krutý cynismus vládnoucích vrstev, korupci, násilnictví a zlo přítomné všude v lidech a tajné krutosti lidských praktik, které jsou skryté pod povrchem kultury a jsou vlastní lidské společnosti. Svět v románu je manichejský, existuje pouze zlo a dobro, přičemž zlo triumfuje a nevinnost a ctnost je vystavena příkořím.[2][4]
- Le Croque-mort (1840), povídka plná sarkasmu a černého humoru, jejíž název je francouzské označení pro majitele pohřebního ústavu.
- Le trésor de la caverne d'Arcueil (1843, Poklad Arcueilské jeskyně), povídka odehrávající se v 18. století s motivem satanismu.

### Překlady
- Daniel Defoe: Robinson Crusoe, překlad obou dílů románu z roku 1836, který je dodnes považován za jeden z nejlepších.
- Gottfried Wolfgang (1843), převod povídky Washingtona Irvinga The Adventure of the German Student (1824, Dobrodružství německého studenta).

## Česká vydání
- Dina, krásná židovka, Alois Hynek, Praha 1910, přeložil Adolf Gottwald, samostatné vydání jedné z povídek knihy Champavert, nemorální povídky, první vydání.
- Ukázky z básníkovy tvorby jsou uvedeny v české antologii Básníci pařížské bohémy, Odeon, Praha 1984, vybral Jaroslav Fryčer, přeložil Jindřich Pokorný.
- Champavert, nemorální povídky, H&H, Jinočany 1999, přeložili Jaroslav Fryčer a Zdeněk Hrbata.